# Brahmin

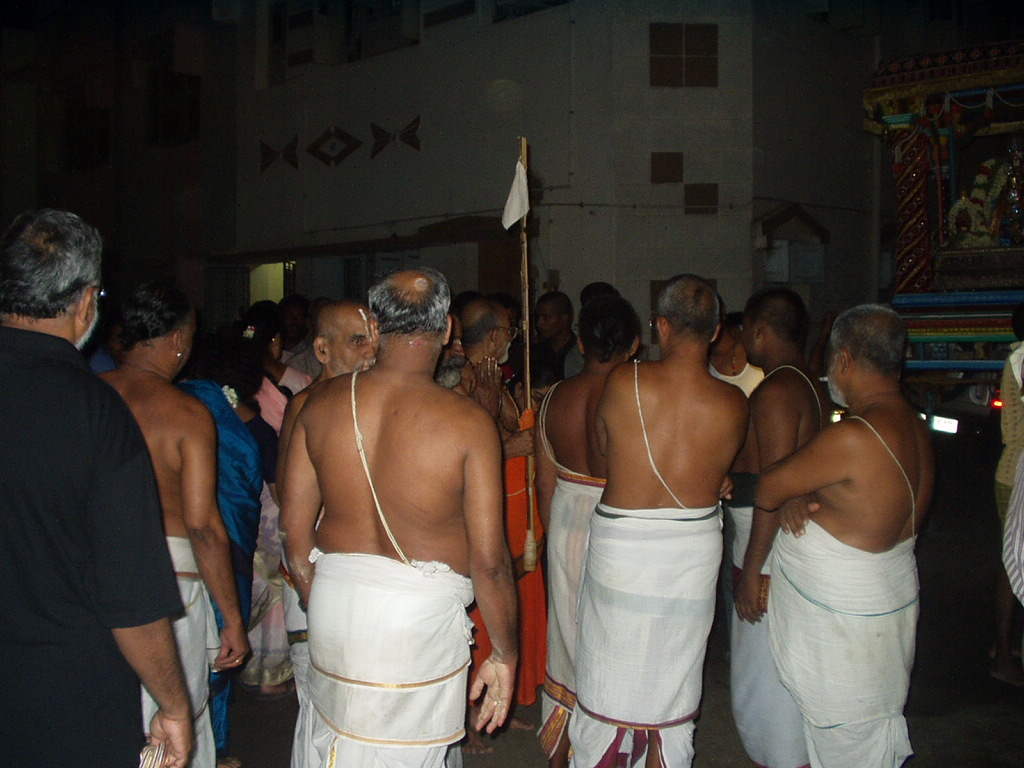
Indiska brahminer 2007, med den tråd över axeln som de fått vid en invigningsrit i barndomen

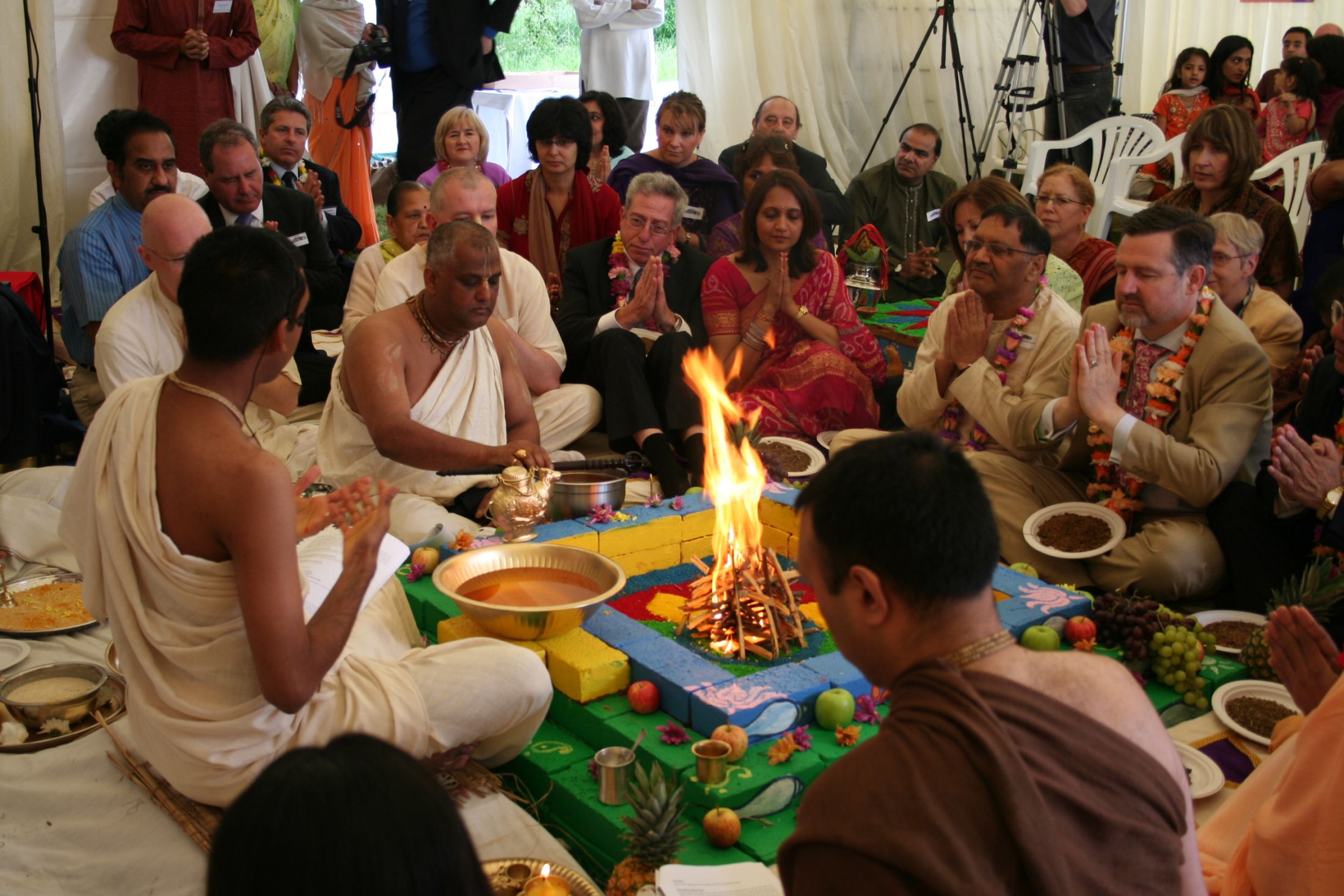
Vitklädda brahminer leder Bhumi puja böneritual 2008

Den här artikeln handlar om den indiska kasten Brahmin. För den hinduiska guden, se Brahma. För den hinduiska världssjälen, se Brahman. För texter om fornindiernas kult se Brahmana. 
För den brasilianska ölsorten, se Brahma (öl).
Brahminer eller brahmaner (sanskrit: Brāhmaṇa; "Den som har tillgång till Brahma") är den högsta av de fyra sociala klasserna eller kasterna (varnas) inom hinduismen. Deras samhälleliga uppgift brukar beskrivas som präst, lärare och skriftlärd, med ansvar för att genomföra ritualer i templen vid exempelvis bröllop och med plikten och privilegiet att vidmakthålla och förmedla kunskapen om de heliga skrifterna. Långt ifrån alla brahminer har aktivt fungerat som präster utan har redan i forntiden kunnat försörja sig som jordbrukare, soldater eller handelsmän, dock med vissa restriktioner om arbetets renhet. I den tidiga hinduismen – fram till cirka 300 f.Kr. – kunde även brahminska kvinnor bli både präster och lärare, men därefter var det förbehållet männen.
De texter som kallas Dharmasutras och Dharmashastras och som härrör från tiden 600 f.Kr. – 600 e.Kr. innehåller etiska regler som ska efterlevas av i första hand brahminska män, och trycker på att dygder som självkontroll, medlidande och renhet är viktigare än att utföra ritualer eller kunna recitera alla skrifter.
Brahminerna har under många århundraden haft ett mycket stor inflytande i det indiska samhället. De har varit totalt dominerande inom intellektuella verksamheter som forskning och litteratur. De har även haft stort inflytande som rådgivare till de traditionella härskarna och så småningom till det brittiska kolonialstyret. Efter Indiens självständighet 1947 fortsatte brahminernas politiska dominans genom det styrande kongresspartiet, men på senare år har det skett en viss anti-brahminsk reaktion, speciellt i Sydindien. Detta har dock inte påverkat brahminernas traditionella roll som präster.
År 2007 var cirka 5% av Indiens invånare brahminer. Deras politiska representation var tidigare mycket högre än deras befolkningsandel. Den har minskat kraftigt under de senaste decennierna men är fortfarande hög: år 2007 var 9,2% av ledamöterna i parlamentet (Lok Sabha) brahminer. Deras inflytande visas  också genom utbildning och innehavet av offentliga tjänster: Inom domstolsväsendet var under åren 1950-2000 47% av chefsdomarna brahminer. Statens aktiva politik för att främja de lägre kasternas tillgång till offentliga arbeten har dock inneburit att dessa förhållanden gradvis jämnas ut. Ekonomiskt sett har brahminer i genomsnitt en bättre situation än andra indier, men det betyder inte att alla brahminer har god inkomst eller ens en säker försörjning.